# 土岐一圭
土岐 一圭（とき かずよし）は、江戸時代の武将。紀州土岐氏頼忠流の二代目である。

## 生涯
頼忠嫡男。豊臣秀頼の高家衆。慶長20年（1615年）の大坂の陣による大坂落城後、浪人。万治元年（1658年）、武州深川にて病死。池上本門寺に葬る。

## 系譜
- 父：頼忠（1543-1602）
- 母：不明
- 室：不明
  - 子： 義虎（?-1707）、瑤林院（加藤清正女・徳川頼宣室）大上臈つまの方（生没年不詳）